# Cá voi răng thuổng
Cá voi răng thuổng (danh pháp khoa học: Mesoplodon traversii) là một loài cá voi có răng. Nó là loài cá voi ít được biết đến (và thuộc một trong những loài hiếm). Nó được đặt tên lần đầu từ một phần hàm được tìm thấy ở trên đảo Pitt (New Zealand) năm 1872, được báo cáo và minh họa năm 1873 bởi James Hector, và đã được mô tả năm sau bởi John Edward Gray, người đã đặt tên nó để vinh danh Henry Hammersley Travers, nhà sưu tập. Nó cuối cùng đã được gộp với cá voi răng dây đeo, bắt đầu sớm nhất là năm 1878 (năm 1878 Hector, người không bao giờ coi mẫu vật là khác biệt). Một vòm sọ được tìm thấy trong thập niên 1950 tại đảo White (New Zealand) ban đầu vẫn còn chưa được mô tả, nhưng sau đó được tin là từ một con cá voi mũi khoằm răng quạt.
Năm 1986, một vòm sọ bị hư hỏng đã được tìm thấy cuốn lên trên đảo Robinson Crusoe (Chile), và được mô tả như là một loài mới, Mesoplodon bahamondi hoặc cá voi mũi khoằm Bahamonde.
Trong tháng 12 năm 2010, hai mẫu vật, một con cái và một con non, đã được tìm thấy mắc kẹt trên bãi biển Opape, vịnh Plenty, New Zealand. Chúng đã được xác định là cá voi mũi khoằm Gray, nhưng phân tích sau đó di truyền cho thấy rằng chúng đại diện cho các mẫu vật hoàn chỉnh 1 của các con cá voi răng thuổng. Sau này tìm thấy, một báo cáo mô tả những con cá voi răng thuổng và phân tích một DNA của chúng sau xuất hiện trong bài báo ngày 6 tháng 11 năm 2012 của tạp chí Current Biology.
Kết quả Các kết quả của so sánh trình tự DNA và hình thái đã cho thấy cả ba tìm thấy đến từ cùng một loài, do đó được gọi là đúng M. traversii. Hình dáng bên ngoài chỉ được mô tả vào năm 2012, và nó có thể sẽ là loài động vật có vú lớn ít được người ta biết nhất thời hiện đại.